# Spixara
Der Spixara (Cyanopsitta spixii) ist eine Vogelart aus der monotypischen Gattung Cyanopsitta innerhalb der Familie der Eigentlichen Papageien (Psittacidae). Er war endemisch in Brasilien. Der Spixara galt für längere Zeit ausgestorben. Doch ein Forscherteam hat wieder ein paar Tiere "ausgewildert". Benannt wurde er nach seinem Entdecker Johann Baptist von Spix.
Die IUCN stuft den Spixara als vom Aussterben bedroht ein. Er wurde im CITES Appendix I aufgelistet, welcher den Handel mit den Tieren verbietet. Die letzte bekannte wildlebende Population befand sich im Nordosten von Bahia (Brasilien) und der letzte bekannte wildlebende Spixara, ein Männchen, verschwand im Jahr 2000. 2016 wurde jedoch wieder ein wild lebendes Tier gesichtet. In verschiedenen Arterhaltungsprojekten wird durch Zuchtprogramme versucht, den Erhalt dieser Art zu sichern, was durch die brasilianische Regierung unterstützt wird. Das Departement der brasilianischen Regierung für die Erhaltung der Biodiversität (ICMBio) leitet das Projekt Ararinha-Azul, welches mit einem Plan zur Auswilderung (sobald wieder genügend Nachzuchten und Lebensraum vorhanden sind) dieser Spezies verknüpft ist. Im Juni 2022 wurden durch die Artenschutz-Organisation ACTP acht Spixaras ausgewildert. Nach einem Monat konnte bereits eine positive Bilanz gezogen werden: alle Tiere leben und erkunden ihren neuen Lebensraum. Ende des Jahres sollen weitere Tiere ausgewildert werden.

## Beschreibung

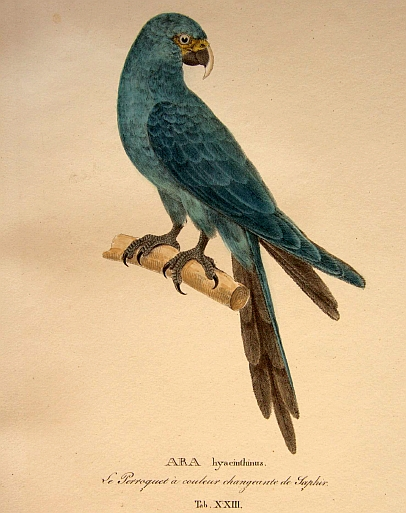
Spixara, Abbildung des Typusexemplares von 1824. Deutlich ist die Schnabelzeichnung eines Jungtieres zu erkennen.

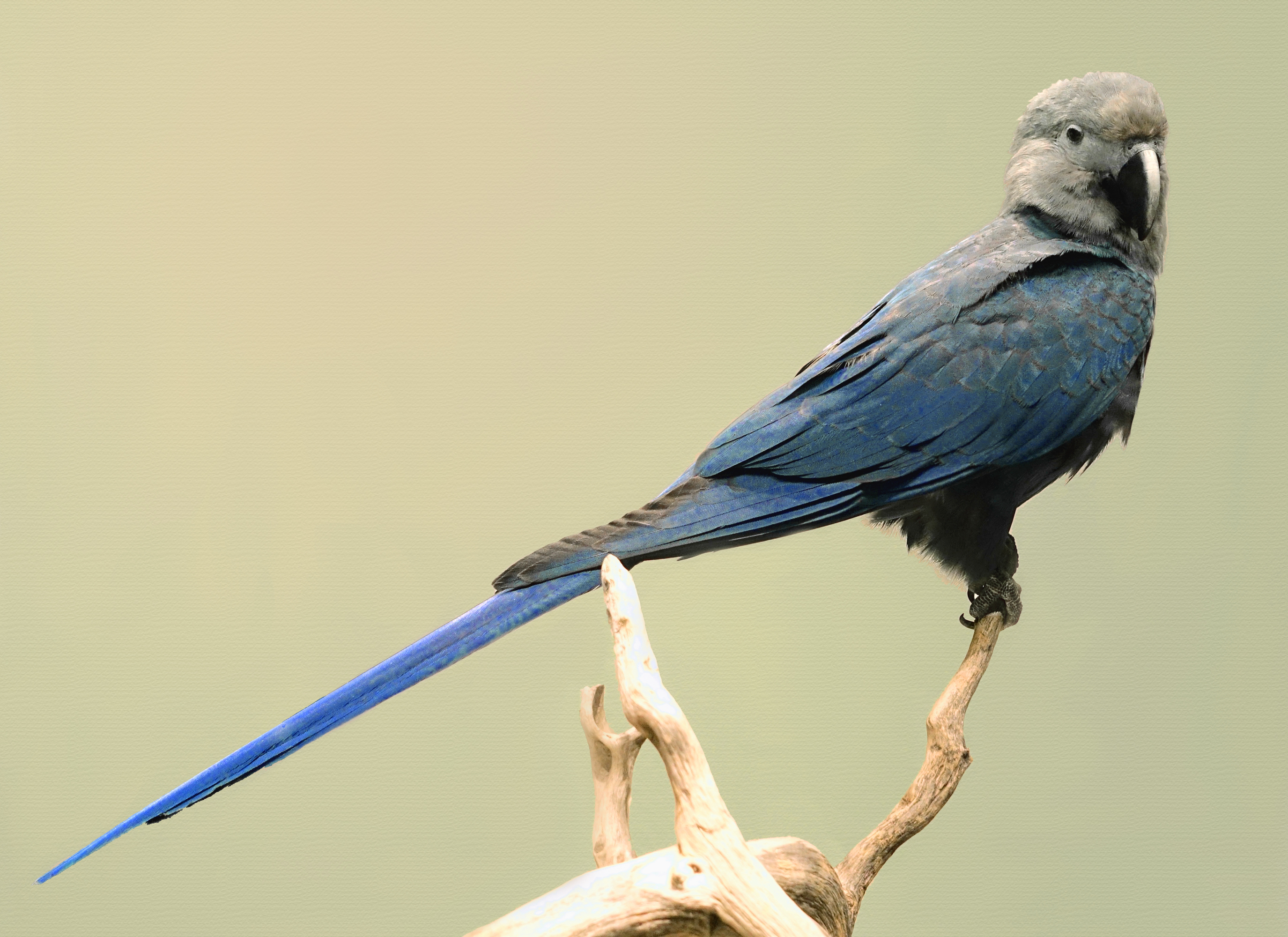
Spixara (Präparat im Naturkundemuseum Berlin)

Der Spixara ist als kleiner blauer Ara mit nackter grauer Gesichtshaut rund um die Augenpartie leicht zu erkennen. Insgesamt werden Spixaras ca. 56 cm lang, wobei die Länge der Schwanzfedern 26 bis 28 cm beträgt. Seine Flügellänge beträgt 24,7 bis 30 cm. Sie zählen damit zu den mittelgroßen Vertretern aus der Familie der Eigentlichen Papageien.
Das Gefieder am Kopf und Hals ist grau-blau, die Brustseite ist hellblau (mit einem leichten Grünstich) und die Rückenseite sowie die Flügel und der Schwanz des Vogels erscheinen in einem dunkleren Blauton. Die Beine und Füße sind schwarz-braun.
Bei ausgewachsenen Vögeln ist die Gesichtshaut grau, der Schnabel komplett dunkelgrau und die Iris gelb.
Die Geschlechter der Vögel lassen sich vom äußeren Erscheinungsbild her nicht unterscheiden, jedoch werden Männchen in Gefangenschaft etwas größer und schwerer (ca. 318 g) als die Weibchen (ca. 288 g). Die Jungtiere unterscheiden sich von den Adulten durch ihre noch blass graue Gesichtshaut, die braune Iris und den weißen Streifen über der Mittellinie des Oberschnabels (Culmen).

## Verhalten

### Ernährung
In der Natur würden sich die Spixaras hauptsächlich von Samen und Nüssen des Pinhão (Jatropha mollissima) und Favela-Baumes (Cnidoscolus quercifolius) ernähren. Da diese Bäume allerdings ursprünglich nicht in dem Verbreitungsgebiet dieser Vögel vorkamen, gehörten deren Früchte ursprünglich nicht zur natürlichen Nahrung. Zusätzlich ernähren sich die Aras von den Samen und Nüssen folgender Pflanzen: Joazeiro (Ziziphus joazeiro), Baraúna (Schinopsis brasiliensis), Imburana (Bursera leptophloeos), Facheiro (Pilosocereus piauhyensis), Phoradendron-Arten, Caraibeira (Tabebuia aurea), Angico (Anadenanthera peregrina), Umbu (Spondias tuberosa) und Unha-de-gato (Uncaria tomentosa). Berichte früherer Forschungsarbeiten fügen dem noch zwei weitere Pflanzen hinzu: Maytenus rigida und Geoffroea spinosa. Combretum leprosum könnte noch eine zusätzliche Nahrungsquelle gewesen sein.

### Fortpflanzung
In Gefangenschaft geborene Spixaras werden im Alter von sieben Jahren geschlechtsreif. Ein aus der Loro Parque Stiftung stammendes Weibchen legte bereits im Alter von fünf Jahren Eier, allerdings waren diese unfruchtbar. Es wird befürchtet, dass die späte Geschlechtsreife von in Gefangenschaft gehaltenen Tieren eine Folge von Inzucht oder anderen künstlichen Umweltfaktoren sein könnte, da andere Papageien derselben Größenordnung bereits nach zwei bis vier Jahren geschlechtsreif werden.
In der Natur würden aufwendige Balzrituale, wie gegenseitiges Füttern und gemeinsames Fliegen, einer Paarung vorausgehen. Solche Rituale können in anderen Papageienarten durchaus über mehrere Jahre zu den Paarungszeiten wiederholt werden; dies könnte auch bei freilebenden Spixaras der Fall sein. Der Paarungsruf der Spixaras klingt wie „whichaka“, zusätzlich geben sie quäkende Geräusche von sich.
Hohlräume in großen, alten Caraibeira-Bäumen dienten als Nistplätze, welche jedes Jahr wieder benutzt wurden. Die Brutsaison ist von November bis März und die meisten Küken schlüpfen dann im Januar, zu Beginn der Regenzeit in Caatinga (Januar bis April). Die Gelegegröße der Spixaras in freier Wildbahn wird auf drei Eier geschätzt, wohingegen sie sich bei in Gefangenschaft gehaltenen Tieren auf durchschnittlich vier Eier beläuft (die genaue Anzahl variiert jedoch zwischen einem bis sieben Eiern pro Gelege). Nur die Weibchen bebrüten die Eier während der 25–28 Tage andauernden Brutzeit. Die Küken werden nach 70 Tagen flügge und sind nach 100 bis 130 Tagen unabhängig von den Elterntieren.
Die Lebenserwartung wildlebender Spixaras ist unbekannt; einzig bekannt ist das Alter des letzten wildlebenden Männchens, welches älter als 20 Jahre war. Der älteste Vogel in Gefangenschaft erreichte ein Alter von 34 Jahren.

## Entdeckung
Johann Baptist von Spix hat auf seiner Brasilien-Expedition mit C. F. Ph. Martius diesen Ara 1819 in der Caatinga in der Nähe von Joazeiro in Brasilien gesammelt und 1824 in seinem Buch „Avium species novae, quas in itinere per Brasiliam Annis MDCCCXVII-MDCCCXX Iussu et Auspiciis....“ als Ara hyazinthicus beschrieben und auf der Tafel XXIII abgebildet. Spix hat bereits erwähnt, dass diese Papageienart nur selten, aber stets in Gruppen vorkommt und sich durch eine schwache Stimme auszeichnet. Der Artname („hyazinthus“) war aber schon vergeben und war folglich ungültig (ein Homonym). Johann Georg Wagler, Assistent von Spix, gab dem Spixara 1832 in seiner Monographia Psittacorum den heute gültigen Artnamen. Holotypus ist der von Spix gesammelte Balg, der in der Zoologischen Staatssammlung München aufbewahrt wird, und als Vorlage für die Abbildung diente. Der weiße Schnabelrücken des Typusexemplars und der Abbildung belegen, dass es sich um ein juveniles Tier handelte.

## Verbreitung, Lebensraum und Populationen im Freiland
Sein ursprüngliches Verbreitungsgebiet lag in Brasilien im Bundesstaat Bahia und angrenzenden Regionen. Ursprünglich waren diese Vögel in den Waldlandschaften im Abflussbecken des Rio São Francisco und im Trockenwald der Caatinga verbreitet. Das Verbreitungsgebiet muss von jeher klein gewesen sein und sich vermutlich auf die Galeriewälder entlang des Rio São Francisco und seiner Nebenflüsse beschränkt haben. Die Datenlage zum Verbreitungsgebiet ist recht dünn, die meisten in Museen lagernden Exemplare stammen aus Gefangenschaft und besitzen somit keine Fundortangaben. Auch Berichte über die Beobachtungen wildlebender Spixaras waren von jeher selten. Ein Bericht von Otmar Reiser datierte vom Juni 1903, Emil Kämpfer sichtete mit seiner Frau am Lake Parnagua, Piauhy bei seinem Aufenthalt 1924–1928 mehrere Gruppen Spixaras, die am See tranken. Eine weitere Beobachtung stammt aus dem Jahr 1974. 1985 sollte eine Expedition den Spixara in seinem natürlichen Lebensraum beobachten, sie konnten nur noch fünf Individuen feststellen.
Ein weiterer Grund für den Bestandsrückgang war Lebensraumverlust. Spixaras waren im Freiland Lebensraumspezialisten, die in großen, alten Carabeira-Bäumen (Tabebuia aurea) brüten. Die Böden, auf denen Caraibeiras gedeihen, sind auch für den Anbau von Mais sehr gut geeignet. Der hohe Siedlungsdruck in Brasilien führte dazu, dass der Lebensraum des Spixaras sehr schnell zerstört wurde. Heute geht man davon aus, dass von dem ursprünglichen Gebiet, das dem Spixara Lebensraum bot, nur noch 30 Quadratkilometer so unzerstört sind, dass dort diese Papageienart überleben könnte.

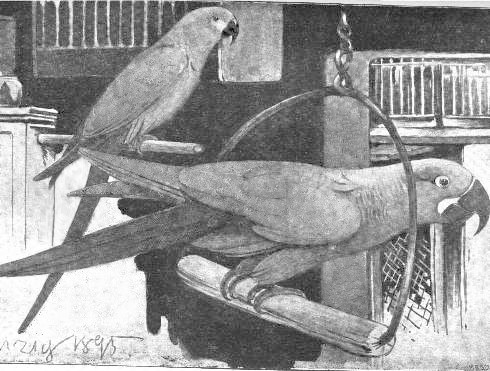
Abbildung eines Spixaras (Hintergrund) und eines Türkisaras bei einem Vogelhändler in Hamburg von Karl Neunzig (1895)

Zu der Seltenheit in freier Wildbahn trug auch ein offenbar lebhafter Handel während der 1970er und frühen 1980er Jahre bei. Mit zunehmender Seltenheit stieg dabei der Preis, den Liebhaber für den Erwerb eines Spixaras zu bezahlen bereit waren. 1985 lag der Preis bei 20.000 US-Dollar. Durch illegalen Fang und Verlust des Lebensraumes nahm die Zahl der frei lebenden Spixaras bis Anfang der 1980er stark ab. Seit etwa 1985 warnte die Arbeitsgruppe Papageien der Zoologischen Gesellschaft für Arten- und Populationsschutz e. V. (ZGAP) vor dem Erlöschen des Freilandbestandes des Spixaras. 1986 wurden in der Nähe von Curaçá am Rio São Francisco noch ein Pärchen und ein einzelner Vogel gefunden, die aber trotz der Überwachung durch bezahlte Einheimische 1987 und 88 gestohlen wurden.
Der letzte im Freiland lebende Spixara, ein Männchen, wurde intensiv beobachtet. Er war in Ermangelung einer artgleichen Partnerin mit einem Rotrückenara (Primolius maracana) verpaart. Das Paar legte Eier, die nach genetischen Analysen die erfolgreiche Befruchtung belegen. Der Hahn wurde 2000 das letzte Mal gesichtet.

### Wiederentdeckung
Am 18. Juni 2016 gelang es Einwohnern des Ortes Curaçá im brasilianischen Bundesstaat Bahia, einen zunächst unidentifizierten blauen Ara zu filmen. Der Papagei konnte von Biologen der Society for the Conservation of Birds in Brazil anhand des Videos und der aufgenommenen artspezifischen Lautäußerungen als Spixara identifiziert werden. Fraglich ist aber die Herkunft des Vogels. Es sei nicht auszuschließen, dass es sich bei dem Vogel um einen Gefangenschaftsflüchtling handelt. Da bereits am Folgetag keine Spur mehr von dem Tier zu finden war, sind weitere Details unbekannt und bedürfen weiterer Expeditionen in dem Gebiet.

## Aufbau einer Ex-Situ-Population mit dem Zweck der Auswilderung
Parallel zu dem Erlöschen des Wildbestandes durch illegalen Vogelhandel und Lebensraumzerstörung begannen Bemühungen um die Erfassung und die Nachzucht des Spixara in Menschenobhut. 1988 waren weltweit 17 gehaltene Tiere bekannt, im Jahr 2000 waren es 42 Spixaras. Es fanden sich Züchter zusammen, die für den Erhalt der Art kooperien wollten. Zudem versuchte die brasilianische Regierung ihre Spixaras an einheimische Vogelzüchter zu vergeben, damit diese für Nachzuchten sorgen. Eine Organisation, die sich um die Vermehrung dieser seltenen Vogelart bemühte, war der Tierpark Loro Parque auf Teneriffa, Spanien, dessen Spixaras dem brasilianischen Staat gehörten. Die brasilianische Regierung hatte zuvor dem Gründer des Parks, Wolfgang Kiessling, ein Pärchen übergeben, das sich zunächst nicht vermehrte. Durch den dort tätigen Tierarzt Lorenzo Crosta konnte festgestellt werden, dass das Männchen unfruchtbar war. Daher tauschte man dieses Tier gegen ein anderes aus und bereits einige Monate später fand man mehrere Eier im Nest. Zunächst schlüpfte ein Junges, ein weiteres sechs Monate später aus einem später gelegten Ei. Beide Jungtiere sind Weibchen. Weitere Spixaras befinden sich seit 2005 in Deutschland. 2008 brüteten sie erfolgreich, 2011 schlüpften dort zwei weitere Spixaras.
Das Al Wabra Wildlife Preservation (AWWP) Center in Katar betrieb ein eigenes Zuchtprogramm. Dort befand sich die größte Population der Spixaras. Im Jahr 2010 wurden hier insgesamt 6 Spixaras (1 männlich, 5 weiblich) ausgebrütet. 2011 gelang die Nachzucht eines weiblichen Exemplars. Wissenschaftlern der Justus-Liebig-Universität Gießen, rund um die Arbeitsgruppe von Michael Lierz, gelang die Entwicklung einer Methode, bei Papageien Sperma zu entnehmen, welche auch beim Spixara erfolgreich war. 2013 gelang es AWWP und den Tierärzten des Exotengesundheitsteams (Parrot Reproduction Consulting), einer deutschen tierärztlichen Praxis, die weltweit ersten fertilen Eier und folglich Küken dieser bedrohten Art mit Hilfe künstlicher Besamung zu erhalten. Im Fokus der Zusammenarbeit der beiden Institutionen stand die Entwicklung sowie Etablierung einer Methode, die erfolgreiche Spermaentnahmen und künstliche Besamung beim Spixara ermöglicht. Dies konnte helfen, die Nachzuchtraten des Spixaras zu erhöhen und damit zum Erhalt dieser Art beizutragen. Der weltweit erste nach künstlicher Besamung geschlüpfte Spixara erhielt den Namen „Neumann“, benannt nach dem durchführenden Tierarzt der Insemination Daniel Neumann.
Bezüglich eines geplanten Auswilderungsprojekts durch die Association for the Conservation of Threatened Parrots e. V. (ACTP) äußerten Experten in Brasilien deutlich Besorgnis. Die Hälfte der Spixaras, die von ACTP nach Brasilien gebracht worden waren, sei positiv auf Mykoplasmen getestet worden. Ebenso wurden ernsthafte Bedenken in Bezug auf die genetische Diversität der Gruppe geäußert. Die Einhaltung der Quarantäne-Vorschriften wurde ebenfalls bezweifelt. Darüber hinaus bemängelten die Experten, dass die Tiere sowie auch das für das Projekt gebaute Zentrum anders als üblich nicht im Besitz des brasilianischen Staates wären, sondern dem Verein ACTP gehörten. In den Besitz so vieler Vögel war ACTP gekommen, nachdem AWWP seine Haltung und Zucht beendet hatte. In Folge dieser Transaktion hatten auch weitere Partner das Projekt verlassen.

## Spixaras in den Medien
Im US-amerikanischen Animationsfilm Rio von 2011 sind die letzten beiden Spixaras die Hauptfiguren. Die Geschichte handelt von Zuchtversuchen zum Erhalt dieser Art und von skrupellosen Tierhändlern, denen der Profit wichtiger ist als der Artenschutz. Die Geschichte der männlichen Hauptfigur zeigt deutliche Parallelen zur Geschichte eines realen in den USA lebenden, einzelnen, männlichen Spixara, der heute in Brasilien lebt. Die Federhaube der Filmaras ist dagegen ebenso wie der Rest der Handlung filmische Freiheit.
2014 wurde die Geschichte mit dem Film Rio 2 – Dschungelfieber weitererzählt. Die beiden Hauptfiguren fliegen mit ihren Kindern in die Regenwälder des Amazonasgebietes, wo sie auf andere Spixaras treffen und sich an das Leben im Dschungel ohne die Vorteile der menschlichen Zivilisation gewöhnen müssen.
Am 25. und 26. Dezember 2010 sendete das SWR-Fernsehen einen Film, der die Rückführung eines Spixaras und eines Leararas aus Teneriffa nach Brasilien schilderte. Eine Wiederholung der Sendung erfolgte am 8. Januar 2011 im Ersten Fernsehprogramm der ARD. In der Zoodoku Papageien, Palmen & Co. der ARD wird die Zucht von Spixaras im Loro Parque auf Teneriffa gezeigt.

## Erfahrungsberichte aus der Zucht
- Peter H. Barthel, Christine Barthel, Einhard Bezzel, Pascal Eckhoff, Renate van den Elzen, Christoph Hinkelmann, Frank Dieter Steinheimer: Die Vögel der Erde – Arten, Unterarten, Verbreitung und deutsche Namen. 3. Auflage. Deutsche Ornithologen-Gesellschaft, Radolfzell 2022 (do-g.de [PDF]).
- Sven Hammer, Ryan Watson: The challenge of managing Spix Macaws (Cyanopsitta spixii) at Qatar – an eleven-year retrospection/ Erfahrungsbericht über 11 Jahre Haltung und Zucht des Spixara (Cyanopsitta spixii) in der Al Wabra Wildlife Preservation, Katar. In: Der Zoologische Garten. Volume 81, Issues 2–3, 2012, S. 81–95 (online)
- Matthias Reinschmidt, David Waugh: Haltung und Zucht des Spixaras in der Loro Parque Fundación. In: Papageien. 3/2010, S. 81–86. (online) (PDF; 1,5 MB)
- Michael Lierz et al. (2013): „A novel method of semen collection and artificial insemination in large parrots (Psittaciformes)“ In: Scientific Reports 3, Article number 2066. http://www.nature.com/srep/2013/130625/srep02066/full/srep02066.html